# Midelt
Midelt (Zentralatlas-Tamazight ⵎⵉⴷⵍⵜ, ursprünglich ⵎⴳⵍⴷⵜ Megdelt, ausgesprochen ⵎⴴⴷⵍⵜ Megʲdelt, wahrgenommen als Meydelt, daher Midelt; arabisch ميدلت) ist eine etwa 63.000 Einwohner zählende Provinzhauptstadt in der Region Drâa-Tafilalet im geographischen Zentrum Nordmarokkos.

## Lage und Kima
Midelt liegt am Oued Outat, einem Nebenfluss des Moulouya, in der etwa 1520 m hoch gelegenen und landschaftlich eher kargen Senke zwischen den südlichen Ausläufern des Mittleren Atlas und den nördlichen des Hohen Atlas. Die Entfernung zur nördlich gelegenen Stadt Fès beträgt knapp 200 km (Fahrtstrecke); das südöstlich gelegene Errachidia ist etwa 140 km entfernt. Wegen der Höhenlage der Stadt ist das Klima gemäßigt; Regen (ca. 180–350 mm/Jahr) fällt überwiegend im Winterhalbjahr.

## Bevölkerung
| Jahr      | 1994   | 2004   | 2014   | 2024   |
| Einwohner | 38.986 | 44.781 | 55.304 | 62.648 |

Die Bevölkerung besteht nahezu vollständig aus Berbern, die größtenteils in der zweiten Hälfte des 20. Jahrhunderts aus den umliegenden Bergregionen zugewandert sind; um das Jahr 1930 hatte der Ort lediglich etwa 3000 Einwohner. Gesprochen werden regionale Berberdialekte (Zentralatlas-Tamazight) und Marokkanisches Arabisch.

## Wirtschaft
Midelt ist das Handels-, Wirtschafts-, Ausbildungs- und Verwaltungszentrum der Region. Der Tourismus spielt bislang nur eine geringe Rolle – ausländischen Touristen dient der Ort lediglich als Rast- und Verpflegungsplatz; für Marokkaner nimmt seine Bedeutung als Sommerfrische zu. In der Umgebung finden sich mehrere Obstbaumplantagen (Äpfel, Pflaumen). In etwa 20 km Entfernung gibt es zwei Bleibergwerke; die Umgebung ist reich an Mineralien und Halbedelsteinen.

## Geschichte
Mangels schriftlicher Aufzeichnungen ist über die ältere Geschichte des Ortes, der früher Outat hieß, kaum etwas bekannt; man kann jedoch vermuten, dass er bereits vor Beginn der Französischen Protektoratszeit (1912) als regionales Zentrum der verschiedenen Stammesgruppen der in der Umgebung ansässigen Berberstämme fungierte. Die Franzosen nutzten die Siedlung als Garnisonsstandort.

## Sehenswürdigkeiten
Midelt verfügt über keine historisch bedeutsame Bauten etc.; das am Ortsrand gelegene Hotel Kasbah Asmaa ist im Anklang an den Stil der Kasbahs Südmarokkos erbaut worden. Bemerkenswert sind auch die vielen Häuser mit ziegelgedeckten Satteldächern, die Teilen des Ortes ein beinahe europäisches Aussehen verleihen.
Im Ort ist auch das Trappistenkloster (Prieuré Notre Dame de l’Atlas). Es wurde vom Trappistenkloster Kloster Notre-Dame de l’Atlas in Tibhirine (Algerien) gegründet und die beiden das Massaker überlebenden Mönche übersiedelten 1996 hierhin.
 Ein Oratorium im Priorat erinnert an die Märtyrer von Tibhirine. Darüber hinaus befinden sich seit Juni 2010 die Reliquien des Eremiten Albert Peyriguère, der ebenfalls ein christliches Leben in muslimischer Umgebung führte, in einer ihm gewidmeten Kapelle.
Umgebung
Der etwa 20 km entfernte und 3750 m hohe Jbel Ayachi und der etwa 3265 m hohe Jbel Masker können jeweils im Rahmen von Tagestouren vom Dorf Tounfite aus bestiegen werden.

### Die Handschriftenbibliothek der Zāwīya al-ʿAyyāšīya
Rund 35 km südlich von Midelt in der Provinz (iqlīm) Tafilalet führt ein kurvenreicher, nicht ausgebauter Verbindungsweg in westlicher Richtung über Qaṣr as-Sūq zu einem Flachland, umgeben vom Ǧabal al-ʿAyyāšī und seinen Ausläufern. Hier liegt auch das kleine Bergdorf, das in der Geschichte des Ortes und der Familie als die Zāwiya Sīdī Ḥamza / Zāwiya Abī Sālim / und Zāwiya Sīdī Muḥammad b. Abī Bakr bekannt wurde.
Hinter diesen Namen stehen die Gründer, Pfleger und Entwickler der dort aufbewahrten Handschriftensammlung:
- Muḥammad b. Abī Bakr (gest. 1656);
- Sein Bruder:ʿAbd al-Ǧabbār b. Abī Bakr (gest. 1671);
- Abū Sālim, ʿAbd Allāh b. Muḥammad  (gest. 1676);
- Sein Sohn: Ḥamza b. Abī Sālim, ʿAbdallāh b. Muḥammad b. Abī Bakr al-ʿAyyāšī (gest. 1717).

Die Sammlung befand sich ursprünglich in der Nähe des ehemaligen Hauses von Abū Sālim, unweit der bescheidenen Moschee der Siedlung. Ein schmaler, aufsteigender Weg führt durch einen niedrigen Eingang zu einem mit Lehm ausgelegten Raum, in dem sich sechs alte Holzschränke unterschiedlicher Größe befinden. Sie beinhalteten die Bibliothek al-ʿAyyāšiyya, die dank der Familienmitglieder seit dem 17. Jahrhundert in einem erstaunlich guten Zustand an diesem Ort erhalten geblieben ist.
Unter den ältesten Stiftungsvermerken in den Handschriften befindet sich eine Eintragung von Muḥammad b. Abī Bakr und seines Bruders ʿAbd al-Ǧabbār, die sich auf alle ihrer gesammelten Bücher bezieht. Dieser Stiftungs-Vermerk beschränkt sich ausschließlich auf die männlichen Mitglieder der Familie und steht auf dem Titelblatt der Prophetenbiographie von Ibn Sayyid an-Nās al-Yaʿmurī al-Andalusī (gest. 1334 in Kairo):
„Sīdī Muḥammad b.Abī Bakr al-ʿAyyāšī und sein Bruder ʿAbd al-Ǧabbār stiften alle ihre Bücher, zu denen auch dieses gesegnete Werk, d.i. die Biographie des Herrn der Menschen,(d.i.der Prophet Muḥammad) (Taṣliya) von Ibn Sayyid an-Nās al-Yaʿmūrī gehört, an ihre Söhne, ohne die Töchter als ewige Stiftung, die weder vererbt noch verschenkt wird bis Ende der Welt (wörtlich: bis Gott die Erde und was darauf ist erbt).“
Nach der Nennung der Personen, die den Besitz der gestifteten Bücher verwalten, steht das Datum der Stiftung:
Ǧumādā II. 1058 / Februar 1648.
In einer alten Liste sind Bücher angeführt, die Abū Sālim auf seinen Reisen in Marokko und im Osten im Jahre 1654 erworben hatte. Die neuen Abschriften dieser Exemplare hat man in der Familie kollationiert, korrigiert und nicht zuletzt auch studiert. Auf einer seiner Reisen kam er in Ägypten mit Ibrāhīm b. Muḥammad b.ʿĪsā aš-Šāfiʿī (gest. 1670) zusammen, der sein Buch Tahniʾat ahl al-islām bi-taǧwīd bait Allāh al-ḥarām(Glückwünsche der muslimischen Welt für die Erneuerung des Heiligen Hauses Gottes) (in Medina) mit den Rechten der Überlieferung (iǧāza) desselben an Abū Sālim schenkte. Die entsprechende Dokumentation, datiert auf den Rabīʿ (1. oder 2.) 1065/Februar–März 1655, steht am Anfang des Werkes. Bei C. Brockelmann ist zwar der Name des Verfassers mit einem anderen Werk angeführt. Der hier vorliegende Werktitel wird allerdings dort nicht genannt; der Grund dafür dürfte sein, dass dieses Buch durch die private Schenkung des Verfassers direkt an Abū Sālim al-ʿAyyāšī (bzw. an die Privatbibliothek) gelangte, bevor es bibliographisch hätte überhaupt erfasst werden können.
Der Umgang mit den stets anwachsenden Handschriften war beispielhaft. Neben den Korrekturen in den abgeschriebenen Exemplaren beschäftigte man sich auch mit der dekorativen und farbigen Ausstattung (Illumination) (tazwīq) von ausgewählten Handschriften. Ein Familienmitglied, Muḥammad b. Yūsuf b. Mūsā al-ʿAyyāšī, der auch unter den Kopisten bekannt ist, zeichnete sich in dieser Kunst aus.
Da Reste alter Geräte der Buchbinderei in der alten Bibliothek aufgefunden worden sind, geht man davon aus, dass man sich auch mit dem Buchbinden (tasfīr) in der Bibliothek beschäftigt hatte, um lose Blätter und ganze (Lagen (Buch)) der Handschriften zusammenzufügen.
Das Interesse der marokkanischen Behörden an der Handschriftensammlung ist erst in den Jahren 1961–1962 zu beobachten. Der erste Besuch beschränkte sich lediglich auf die Sichtung eines Teilbestandes und auf dessen Nummerierung. Während des zweiten Besuches im August 1962 sind insgesamt 249 Bände auf Mikrofilme aufgenommen und die Anordnung der Handschriften in den fünf Schränken aus der Gründerzeit überprüft worden. In zwei weiteren Besuchen erfolgte lediglich die Inventur noch nicht erfasster Schriften. Der gesamte Bestand der Sammlung befindet sich seit 2009–2010 in einem Neubau von rund 600 m² Gesamtfläche unter dem Namen:
Al-Ḫizāna al-ʿAyyāšiyya – La Bibliothéque Al Ayachia.

## Persönlichkeiten
- Fadwa Sidi Madane (* 1994), Hindernisläuferin
- Khalid Skah (* 1967), Langstreckenläufer